# Harrisburgolyckan

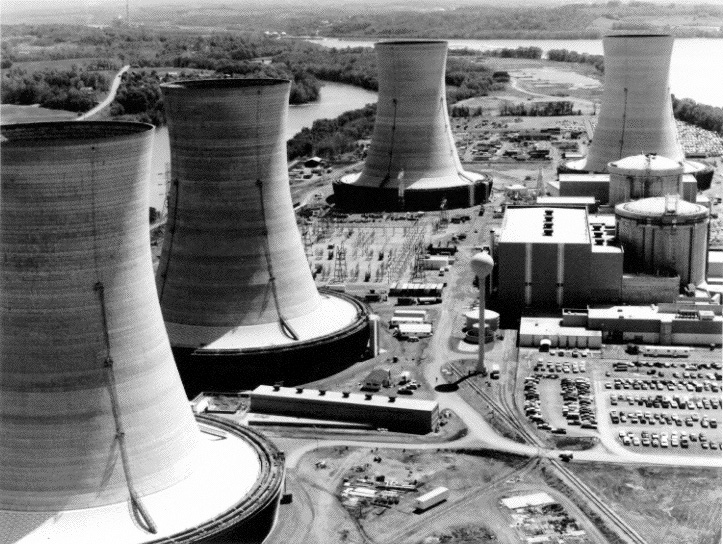
Kärnkraftverket Three Mile Island

Harrisburgolyckan betecknar det haveri som reaktor nummer 2 vid kärnkraftverket Three Mile Island (TMI-2) utanför Harrisburg, Pennsylvania i USA drabbades av den 28 mars 1979. Orsaken till olyckan var en kombination av komponentfel, missvisande processinformation och otillräckligt instruktionsstöd för den uppkomna situationen. Flera åtgärder som vidtogs förvärrade situationen och ledde till omfattande härdskador innan man förstod vad som hänt och kunde återställa kylningen av härden.
Olyckan föregicks av ett underhållsarbete, där personal av misstag lämnat ventiler stängda. Det medförde att flera reservmatarpumpar för kylvatten inte gick att använda, innan personalen upptäckt felet. Vid sidan av den ganska uppenbara insikten om vikten av god processkännedom och operatörsträning medförde olyckan ett ökat intresse för probabilistisk säkerhetsanalys - PSA. Olyckan gav även upphov till stor allmän debatt i många länder kring kärnkraftens säkerhet.
Upprensningen tog nästan 12 år och anläggningen står sedan dess oanvänd men öppen för besökare.
Driften i det intilliggande blocket TMI-1 (som startade 1974) stoppades kort efter olyckan, men återupptogs 1985 efter vissa ombyggnader och förbättringar. Det ursprungliga drifttillståndet för 40 års drift löpte ut 2014, men förlängdes 2009 till år 2034. I maj 2019 meddelade anläggningens ägare Exelon att TMI-1 ska stängas ner den 30 september 2019.

Skiss av TMI block 2.

## Orsaker och lärdomar
I haveriundersökningen konstaterades att fundamentala ändringar behövs i säkerhetstänkandet hos övervakningsmyndigheten (the Nuclear Regulatory Commission) och eventuellt i hela kärnkraftsindustrin. Ett problem var att kärnkraften antogs säker. Säkerheten borde hela tiden ha ifrågasatts, också vad gäller den mänskliga faktorn. Ett annat problem var att man planerat med tanke på de värsta möjliga händelserna, inte med tanke på kombinationer av småfel, som kräver mer sakkunnighet och analys. Felen som begicks var nästan identiska med felen som begåtts i en tidigare olycka (som inte ledde till katastrof för att reaktorn inte var på full effekt). Felen hade konstaterats 13 månader tidigare i ett memorandum, och författaren hade å det allvarligaste yrkat på att operatörerna skulle få klara instruktioner om detta, men fortfarande var instruktionerna och utbildningen bristfällig, så att felen som begicks var naturliga med tanke på vad operatörerna såg och visste.
Harrisburgolyckan gav också viktiga, praktiska erfarenheter även av i vilken mån och hur snabbt en reaktorhärd tar skada av bristande kylning. En kokvattenreaktor skiljer sig från en tryckvattenreaktor i och med en större mängd bränsle och konstruktionsmaterial i härden samt att härden inte är lika effekttät vilket har betydelse för hur snabbt härdskador uppstår. Ändå går det ganska bra att dra viktiga generella slutsatser:
Även om en härd får kylning under den inledande perioden med hög resteffekt som följer på ett snabbstopp är resteffekten ännu många timmar efter snabbstoppet hög nog att totalförstöra härden inom någon timme från det att härden torrkokats. Första tecken på härdskador är utsläpp av fissionsgaser från bränslet. När stora mängder vätgas avgår kan man utgå ifrån att delar av härden rasat samman och en härdsmälta är ett faktum.

## Händelseförlopp
Hela det följande avsnittet är en sammanställning av det händelseförlopp som angavs i haveriutredningen:

### En vanlig driftstörning
Klockan 04:00:36 den 28 mars 1979 stoppade en matarvattenpump obefogat. Vattennivån i ånggeneratorerna sjönk, ångturbinen stoppade och kylningen av tryckvattenreaktorns primärkrets minskade drastiskt varför temperatur och tryck i denna då ökade. Den utlösande händelsen i sig var en förhållandevis normal störning som gav en temperatur- och tryckhöjning i reaktorns primärkrets och medförde öppning av en avlastningsventil på tryckhållningskärlet. Reaktorn snabbstoppades automatiskt (styrstavar fälldes in i härden varvid reaktorn blev underkritisk).

### Glömda ventiler i inledningsskedet
Hjälpmatarvattenpumparna startade automatiskt, men till följd av att ventiler efter pumparna (benämnda "twelve-valves") glömts stängda efter ett underhållsarbete uteblev matningen till ånggeneratorerna. Dessa kokade då torrt varefter primärsystemet helt förlorade kylning.
De felaktigt stängda ventilerna upptäcktes och öppnades efter åtta minuter varefter primärkretsen återfick kylning via ånggeneratorerna. 

### Avlastningsventil som ej stänger som den skall
När öppna-signalen till avlastningsventilen (PORV, "Pilot Operated Relief Valve") upphörde så kärvade ventilen och blev kvar i öppet läge. Då ventilen saknade lägesindikering kunde man i kontrollrummet bara se att öppna-signalen hade upphört, och man antog därför felaktigt att ventilen var stängd. I och med att ventilen nu var obefogat öppen sjönk trycket i primärkretsen betydligt, och tryckminskningen initierade automatisk start av nödkylpumpar.
Med undantag av att matarvattenledningarna lämnats stängda efter underhållsarbetet, vilket nu åtgärdats efter åtta minuter, hade inga operatörsmisstag ännu begåtts. I och med den öppna avlastningsventilen innehöll anläggningen ett utläckage, som dock de automatiskt startade nödkylpumparna skulle klara att i tillräcklig mån kompensera för. Vad som i första hand skilde situationen från det normala var att trycket i primärkretsen var ovanligt lågt.

### Man tror felaktigt att reaktorn har för mycket vatten
Till slut hade trycket i primärkretsen sjunkit så långt att vattnet i härden började koka, en onormal situation i en tryckvattenreaktor, och ångan tryckte vattnet framför sig så att nivån i tryckhållningskärlet steg. Till följd av den höga nivån i tryckhållningskärlet fick personalen en felaktig uppfattning om att primärkretsen innehöll för mycket vatten, vilket var precis tvärt om det verkliga förhållandet. I strid med gällande instruktioner begränsades därför manuellt flödet från nödkylsystemet. Man började även släppa ut vatten från primärkretsen via en nedblåsningsventil.

### Cirkulationspumparna kaviterar och stoppas
Så småningom hade trycket i primärsystemet sjunkit till den gräns där de fyra cirkulationspumparna började kavitera. Man stoppade då strax efter kl 05:00 två av dem och efter ytterligare drygt tio minuter de kvarvarande två.
I kombination med den läckande avlastningsventilen och utblåsningen som personalen påbörjade fem minuter efter snabbstoppet hade primärkretsen förlorat så mycket vatten att härdens överdel – den varmaste delen i det nu kraftigt tryckavlastade systemet – stod frilagt i samma ögonblick som cirkulationspumparna stoppades. Om man inte manuellt begränsat flödet från nödkylsystemet så skulle reaktorn ha klarat även denna situation någorlunda väl. Nu stod i stället en större del av härden i det närmaste helt utan kylning.
Ungefär kl 06:00, således 45 minuter senare, detekterades förhöjda strålnivåer vilket tydde på kapslingsskador till följd av det nu överhettade kärnbränslet. Larmet kom från detektorer inne i inneslutningen och innebar att fissionsprodukter följt med från härden via tryckhållningskärlet och ut genom dess läckande avlastningssventil.

### Kapslingen reagerar med vattenånga under vätgasbildning
Sedan bränslets temperatur stigit ytterligare började bränslets kapsling reagera med vattenånga under bildning av vätgas. Även denna följde med ut i inneslutningen och under eftermiddagen uppstod där en vätgasbrand som gav en kortvarig tryckökning på omkring 2 bar.
Kl 06:22, två timmar och 22 minuter efter snabbstoppet, upptäcktes den läckande avlastningsventilen, och läckaget hävdes genom att stänga en avstängningsventil före avlastningsventilen. Trycket i primärkretsen började nu stiga och tillståndet i primärkretsen skulle relativt snabbt ha kunnat återställas till det normala. Av oklar anledning dröjde det dock ytterligare en timme innan man hävde den manuella begränsningen av nödkylflödet.
Först kl 08:26 återstartades nödkylningen, varvid härden fick viss kylning. Härdens centrala delar hade vid det här laget smält och bildat en flytande smältpöl med temperaturer över 2500 °C. Trots att härden återtäcktes med vatten fortsatte smältan att under vatten angripa interna strukturer i reaktortanken, och ca 20 ton rann ner till bottendelen av reaktortanken. Genom att smältpölen delade upp sig i två delar, och resteffekten avtog, uppnåddes en kylbar konfiguration. Med små marginaler undveks att smältan bränt igenom reaktortankens botten, något som skulle gett ett mycket allvarligare olycksförlopp. Efterföljande analyser har visat att botten av reaktortanken som mest var upphettad till över 1100 °C – en temperatur där bara en mycket liten del av den lastbärande förmågan i materialet fanns kvar. Det dröjde ända tills ungefär kl 10:30 innan olycksförloppet stabiliseras med kylbara och vattentäckta härdrester.

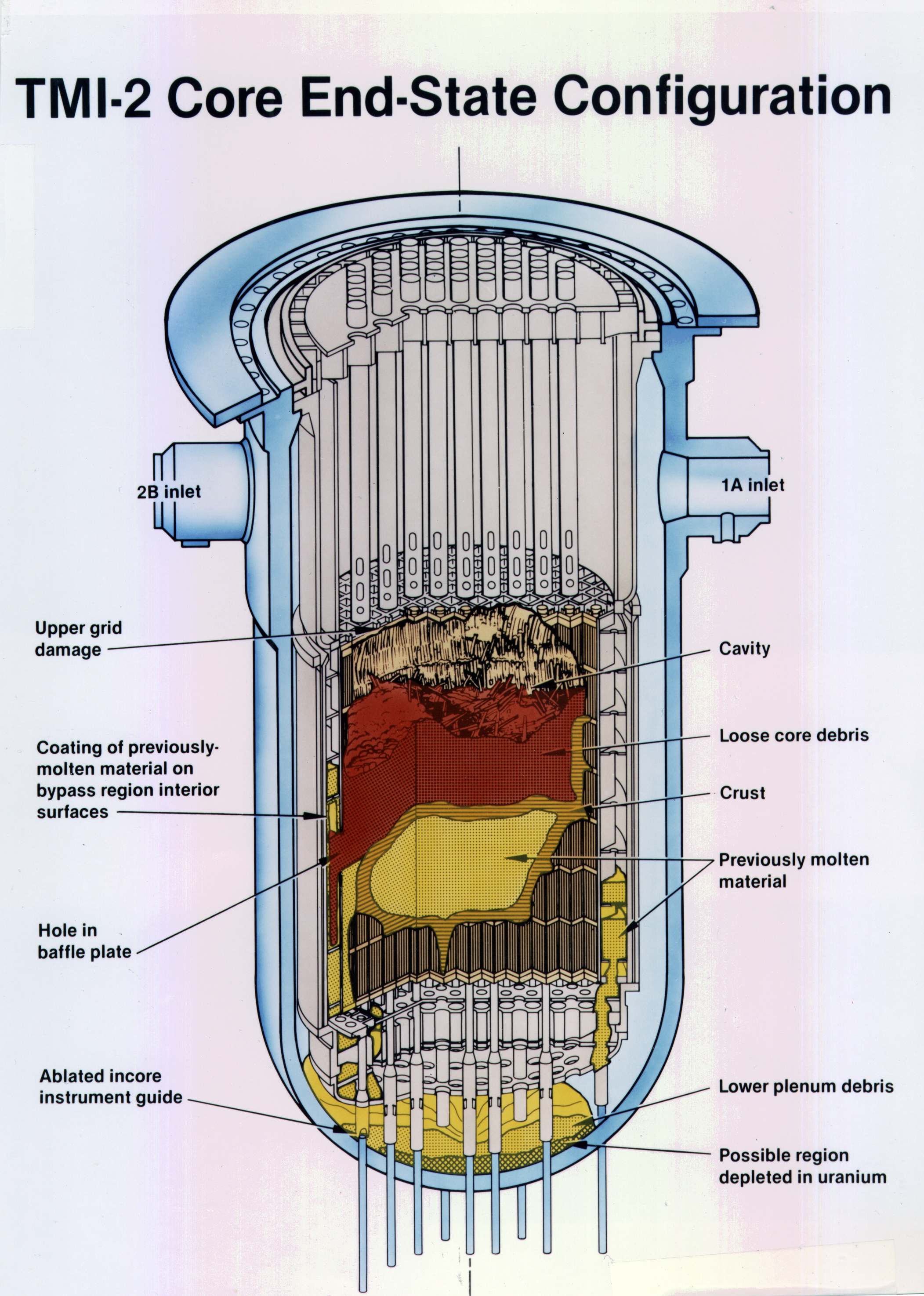
Härdsmältan

## Resteffekten destruktiv ännu flera timmar efter snabbstopp
Omedelbart efter ett snabbstopp uppgår resteffekten till cirka 6 % av den termiska effekt reaktorn arbetat med ögonblicket innan. Denna värmeutveckling minskar inledningsvis snabbt och har efter en dryg timme sjunkit till knappt 2 %, men sjunker därefter väsentligt långsammare. Först efter ungefär en vecka har resteffekten sjunkit till under 0,5 %..
I det aktuella fallet fick härden tillräcklig kylning den inledande timmen, men var sedan torrlagd i olika omgångar under flera timmars tid.
År 1998, då reaktorn plundrats på bränsle, framkom att drygt hälften av härden (ca 50 ton) smälte ned fullständigt, tidvis vid temperaturer över 2500 °C. På grund av att kylvattenläckan upptäcktes så sent, hann stora mängder radioaktivt vatten och gas komma ut i reaktorinneslutningen, på grund av olämplig logik i stängningsautmatiken hann dock en del vatten pumpas ut till en hjälpsystembyggnad. Tack vare att reaktorinneslutningen förblev intakt blev utsläppen av radioaktiva fissionsprodukter till omgivningen mycket begränsade. Däremot fick mycket omfattande saneringsåtgärder göras i inneslutningen innan man på allvar kunde sätta igång med uppstädningsarbetet. De radioaktiva utsläpp som skedde kom från hjälpsystembyggnaden då stora mängder radioaktiva gaser följde med vattnet dit och passerade ventilationsfiltren ut i atmosfären. 
Endast 92 500 TBq lämnade reaktorbyggnaden lite mer än det normala utsläppet under ett års drift.[källa behövs] Utsläppet av Jod-131 har uppskattats till 0,6 TBq, vilket är en tusendel av utsläppet i Windscaleolyckan i England år 1957. Den högsta ackumulerade stråldos som någon människa kunnat få vid ständig utomhusvistelse i anläggningens omedelbara närhet var mindre än 1 mSv, vilket motsvarar ett års naturlig stråldos eller en enklare röntgenundersökning.

## Olyckan i media
- Filmen Kinasyndromet hade publikpremiär dagarna före olyckan och fick stor uppmärksamhet då den målade upp ett scenario som var spöklikt nära vad som sedan faktiskt hände.
- Tage Danielsson författade en av sina mest kända texter, Om sannolikhet, inspirerad av Harrisburgolyckan."[15]
- Kraftwerk nämner Harrisburg i sin låt "Radioactivity" från albumet Radio-Activity.
- I filmen X-Men Origins: Wolverine sägs att olyckan bara är en täckmantel för att delar av ön förstördes av mutanter.
- KSMB sjunger om Harrisburg i låten "Atomreggae" på skivan Aktion (1980).[16]